# Andrew Tate
Emory Andrew Tate III (født 14. december 1986) er en britisk-amerikansk kickbokser og internetpersonlighed. Efter sin kickboxing-karriere fik Tate opmærksomhed i medierne for sine kontroversielle holdninger til emner som seksuelle overgreb og seksuel chikane.

## The Real World
Tate har oprettet online-skolen "The Real World"
"The Real World" er et globalt fællesskab med mere end 168.000 studerende, der lærer fra et udvalgt netværk af eksperter inden for e-handel, freelance, marketing, investering og forretning.

## 2022: Anklager om menneskehandel
Tates blev 29. december 2022 tilbageholdt af rumænske autoriteter, grundet mistanke om menneskehandel, voldtægt og dannelsen af en organiseret kriminel gruppe. De rumænske autoriteter påstår at de har identificeret 6 kvinder der er blevet holdt i Tates villa imod deres vilje.
Den 20. januar forlængede en rumænsk domstol brødrenes varetægtsfængsling indtil den 27. februar; dommerens begrundelse var baseret på et ønske om at sikre efterforskningen og undgå, at Tates forlader landet. Den 25. januar, mens han blev taget til afhøring i Rumæniens organiserede kriminalitetsenhed, sagde Andrew, at sagen mod ham var "tom" og fortalte journalister, at "de ved, at vi ikke har gjort noget forkert". Den 1. februar appellerede Tate beslutningen om at forlænge hans tilbageholdelse. Appellen blev afvist af Bukarest Court of Appeal. Samme dag blev Tina Glandian, en advokat, der tidligere har repræsenteret Chris Brown og Mike Tyson, føjet til det juridiske team. Hun udgav en offentlig erklæring om, at situationen udgjorde en "krænkelse af internationale menneskerettigheder".